# Myrmica wangi
Myrmica wangi (лат.) — вид мелких муравьёв рода Myrmica (подсемейство мирмицины). Китай.

## Распространение
Центральный Китай: провинция Шэньси, Huangbaiyuan.

## Описание
Мелкие красновато-коричневые муравьи (мезосома черновато-коричневая) длиной около 5 мм с длинными шипиками заднегруди. Тело с отстоящими волосками. Голова овальная, вытянутая, длина головы от 1,60 до 1,67 мм; ширина головы от 1,33 до 1,41 мм. Скапус усика рабочих изогнут у основания, но без зубца или лопасти на изгибе. Скапус длинный (длина от 1,56 до 1,64 мм), он достигает и превосходит затылочный край головы. Стебелёк между грудкой и брюшком состоит из двух члеников: петиолюса и постпетиолюса (последний четко отделен от брюшка), жало развито, куколки голые (без кокона). Брюшко гладкое и блестящее. Муравейники обнаружены в гнилой древесине в смешанном лесу. Особенности биологии не исследованы.

## Систематика
Близок к видам комплекса draco-complex из группы Myrmica ritae-group по форме основания усика рабочих и другим признакам. Сходен с такими видами как M. draco, M. oui, M. plodii, M. schoedli и M. yamanei. Вид был впервые описан в 2016 году китайскими энтомологами и Ж. Ченом (Zhilin Chen; Guangxi Key Laboratory of Rare and Endangered Animal Ecology, Guangxi Normal University, Гуйлинь, Гуанси), Ш. Жоу (Shanyi Zhou; College of Life Sciences, Guangxi Normal University) и Ж. Хуангом (Jianhua Huang; College of Forestry, Central South University of Forestry and Technology, Чанша, Хунань, Китай). Название вида M. wangi дано в честь известного китайского художника и каллиграфа Ван Сичжи (кит. 王羲之, Xizhi Wang, 303—361) времён правления династии Цзинь.